# آنگوان

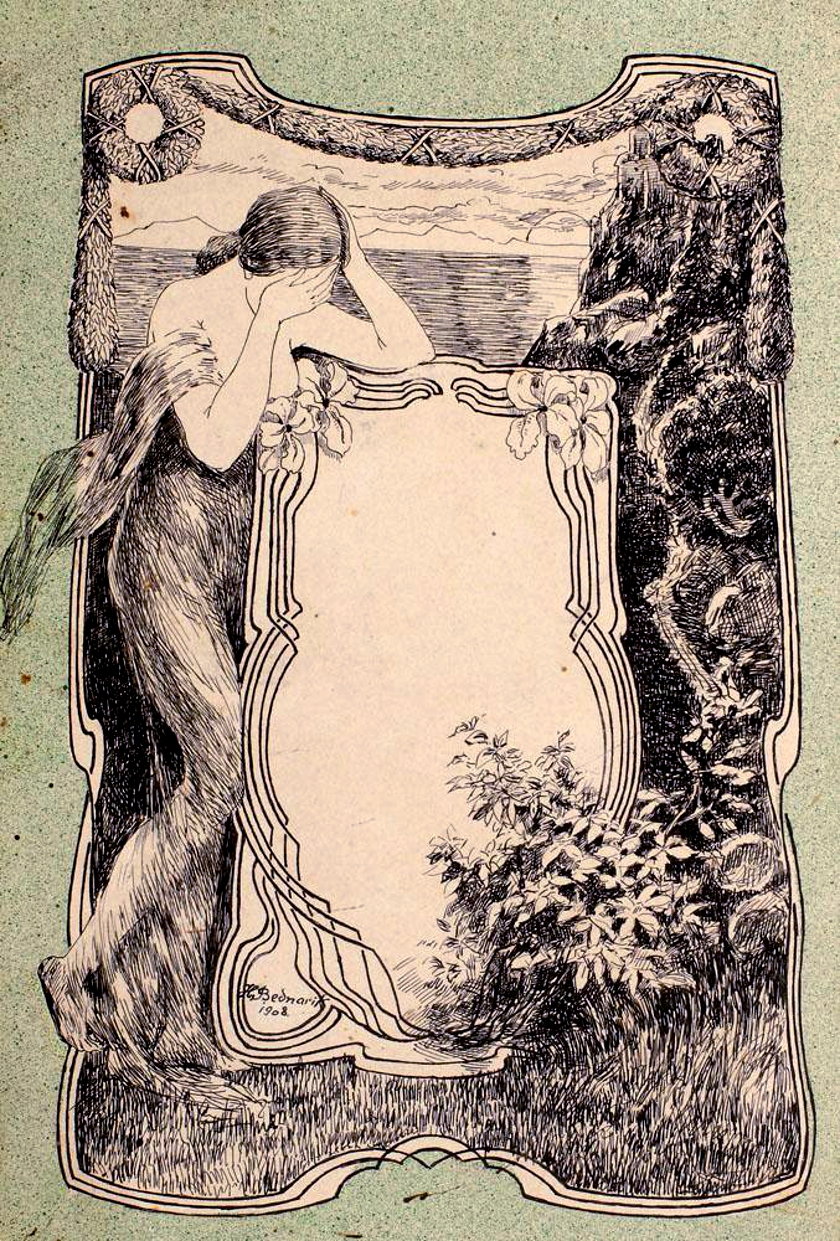

آنگوان‌ها موجوداتی افسانه‌ای در فرهنگ عامه لادین هستند که به‌طور سنتی به صورت حوریان آبی با پاهای شکافته، صورت‌های زیبا و سینه‌های بلند به تصویر کشیده می‌شوند. گفته می‌شود که آنها فرزندان خود را در سبدهایی که بر پشت خود نگه می‌داشتند، حمل می‌کردند و می‌توانستند سینه‌های خود را برای شیر دادن به این کودکان بر پشت خود بیندازند. اعتقاد بر این بود که آنگوان‌ها در دریاچه‌های نزدیک یا اطراف آنها ساکن است. طبق افسانه‌ها، آنگوان‌ها مسافران مرد را اغوا می‌کند و به زنان نابارور کمک می‌کند تا باردار شوند.